# Карашалан
Карашалан (каз. Қарашалаң) — село в Аральском районе Кызылординской области Казахстана. Входит в состав Богенского сельского округа. Код КАТО — 433235300.

## Население
В 1999 году население села составляло 500 человек (296 мужчин и 204 женщины). По данным переписи 2009 года, в селе проживал 541 человек (290 мужчин и 251 женщина).